# Laiulfo di Mantova
Laiulfo di Mantova (... – 859) è stato un vescovo italiano.

## Biografia
Nulla è noto di Laiulfo prima della sua ascesa come secondo vescovo di Mantova, avvenuta probabilmente nell'823.
Noto anche come Erfulfo o Erdulfo era di origini francesi e fu consacrato dal patriarca di Aquileia.
Sotto il suo episcopato, il 6 giugno 827, venne convocato il concilio di Mantova, che fu diretto a risolvere i conflitti che si agitavano da molto tempo tra i patriarchi di Aquileia e Grado, tentando inutilmente di riunificare i due patriarcati, anche per l'opposizione dell'importanza della crescente Venezia. Il concilio fu presieduto da Papa Eugenio II.
Morì nell'859.